# (134344) 1989 SG9
(134344) 1989 SG9 là một tiểu hành tinh vành đai chính. Nó được phát hiện bởi Henri Debehogne ở Đài thiên văn La Silla ở Chile ngày 24 tháng 9 năm 1989.